# S.I. Hayakawa

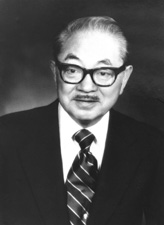
S.I. Hayakawa

Samuel Ichiye Hayakawa, född 18 juli 1906 i Vancouver, British Columbia, död 27 februari 1992 i Greenbrae, Kalifornien, var en kanadensisk-amerikansk psykolog, lingvist och politiker. Han representerade delstaten Kalifornien i USA:s senat 1977–1983.
Hayakawa utexaminerades 1927 från University of Manitoba. Han avlade 1928 master i engelska vid McGill University. Han avlade 1935 doktorsexamen vid University of Wisconsin–Madison. Han undervisade sedan vid University of Wisconsin-Madison och Illinois Institute of Technology. Hans bok Language in Action utkom 1941 och en utvidgad upplaga Language in Thought and Action 1949. Han var lektor vid University of Chicago 1950–1955 och därefter professor i engelska vid San Francisco State College (högskolan heter sedan 1974 San Francisco State University). Hayakawa var rektor vid San Francisco State College 1968–1973. Han försökte tysta ned strejkande studenter den 2 december 1968 genom att dra ur sladden från deras högtalare.
Republikanerna i Kalifornien nominerade Hayakawa som partiets kandidat i senatsvalet 1976 där han besegrade den sittande senatorn John V. Tunney. Han ställde inte upp till omval efter sex år i senaten och efterträddes i januari 1983 som senator av Pete Wilson.